# 2 euro commemorativi emessi nel 2019
| Immagine | Paese              | Tema                                                                                               | Tiratura   | Emissione         |
| --- | ------------------ | -------------------------------------------------------------------------------------------------- | ---------- | ----------------- |
| | Germania           | 70º anniversario del Bundesrat                                                                     | 30.000.000 | 29 gennaio 2019   |
| Descrizione: il disegno riporta una raffigurazione altamente dettagliata e finemente scolpita dell’edificio del Bundesrat. Nella metà superiore della parte interna della moneta figurano il marchio della rispettiva zecca («A», «D», «F», «G» o «J»), le iniziali dell'artista e l'anno «2019». La metà inferiore della parte interna della moneta contiene la dicitura «BUNDESRAT» e il codice del paese di emissione (la Germania) «D». Sull'anello esterno della moneta figurano le 12 stelle della bandiera dell'Unione europea. |                    | |            |                   |
| | Irlanda            | 100º anniversario della prima riunione del Dáil Éireann                                            | 1.000.000  | 13 febbraio 2019  |
| Descrizione: il disegno raffigura la prima seduta del Dáil Éireann nella Round Room (sala rotonda). Il governo della nazione irlandese ebbe inizio il 21 gennaio e la seduta fu condotta interamente in lingua irlandese per evidenziarne il carattere simbolico. L'ampia sala rotonda della Mansion House sovrasta la vasta congregazione del primo Dáil eletto della nazione. Le parole «An Chéad Dáil», al centro del disegno, e l'anno «1919», in alto, sono incisi in carattere onciale tradizionale. In basso figurano il nome del paese e l'anno di emissione «ÉIRE 2019». Sull'anello esterno della moneta figurano le 12 stelle della bandiera dell'Unione europea. |                    | |            |                   |
| | Spagna             | Muraglia di Avila 10ª moneta della serie dedicata ai siti spagnoli Patrimonio dell'umanità UNESCO  | 500.000    | 20 febbraio 2019  |
| Descrizione: nella parte centrale del disegno è raffigurato un particolare delle mura di Ávila. In alto figurano, in senso circolare ascendente, la parola «ESPAÑA» e il marchio della zecca, sotto ai quali è indicato l'anno di emissione «2019». Sull'anello esterno della moneta figurano le 12 stelle della bandiera dell'Unione europea. |                    | |            |                   |
| | Belgio             | 450º anniversario della scomparsa di Pieter Bruegel il Vecchio                                     | 150.000    | 1 marzo 2019      |
| Descrizione: nel tondo interno è raffigurato il ritratto del famoso artista belga Pieter Bruegel il Vecchio, insieme a un dipinto su un cavalletto. Al di sopra di questo sono riportati il nome di P. Bruegel, l'anno 1569, con un sottile obelisco che fa riferimento all'anno del decesso, e l'anno 2019, l'anno di emissione. Poiché sarà la zecca reale dei Paesi Bassi a coniare le monete, sul lato sinistro figurano il caduceo, segno della zecca di Utrecht, lo stemma del comune di Herzele, segno del direttore della zecca del Belgio, e la sigla del paese BE. Sulla destra sono riportate le iniziali L.L., che rimandano al disegnatore della moneta, Luc Luycx. Infine, lungo il bordo del tondo interno dei puntini formano un cerchio. Sull'anello esterno della moneta figurano le 12 stelle della bandiera dell'Unione europea. |                    | |            |                   |
| | Andorra            | Finale della Coppa del Mondo di sci alpino 2019                                                    | 60.000     | 11 marzo 2019     |
| Descrizione: il disegno della moneta mostra in primo piano uno sciatore che scende lungo un pendio. Sullo sfondo, quattro linee curve, riprese dal logo ufficiale delle finali della Coppa del Mondo di sci, rappresentano i pendii su cui si svolgerà la gara. Alcuni fiocchi di neve completano il disegno, insieme all'iscrizione «FINALS DE LA COPA DEL MÓN D'ESQUÍ ANDORRA 2019» (finali della Coppa del Mondo di sci 2019). Sull'anello esterno della moneta figurano le 12 stelle della bandiera dell'Unione europea. |                    | |            |                   |
| | San Marino         | 500º anniversario della scomparsa di Leonardo da Vinci                                             | 54.150     | 4 aprile 2019     |
| Descrizione: la moneta raffigura al centro un angelo dipinto da Leonardo da Vinci, particolare dell'opera «Battesimo di Cristo». Lungo il bordo sono riportate, a sinistra, la dicitura «SAN MARINO» e, a destra, l'iscrizione «1519 Leonardo 2019». A sinistra figura la sigla dell'autrice Uliana Pernazza, «UP», e in basso a destra la lettera R, identificativo della zecca di Roma. Sull'anello esterno della moneta figurano le 12 stelle della bandiera dell'Unione europea. |                    | |            |                   |
| | Slovacchia         | 100º anniversario della scomparsa di Milan Rastislav Štefánik                                      | 1.000.000  | 25 aprile 2019    |
| Descrizione: il disegno raffigura il ritratto di Milan Rastislav Štefánik. A sinistra sono riportate, una sopra l'altra, la data di nascita, «1880», e la data di morte, «1919», di Štefánik. Sul lato sinistro della parte interna della moneta, a semicerchio, figurano il nome «MILAN RASTISLAV ŠTEFÁNIK» e il nome del paese di emissione «SLOVENSKO». L'anno di emissione «2019» è riportato tra il ritratto e il lato destro. Sotto l'anno figurano le lettere stilizzate «PV», ossia le iniziali del disegnatore, Peter Valach, e al di sotto di esse il marchio della zecca di Kremnica (Mincovňa Kremnica), costituito dalle lettere «MK» tra due conii. Sull'anello esterno della moneta figurano le 12 stelle della bandiera dell'Unione europea. |                    | |            |                   |
| | Città del Vaticano | 90º anniversario dello Stato della Città del Vaticano                                              | 84.000     | 7 maggio 2019     |
| Descrizione: il disegno raffigura il ritratto di Papa Pio XI (sovrano dello Stato nel 1929) e il Laterano a Roma. In alto, da sinistra a destra è inciso a semicerchio il nome del paese di emissione, «STATO DELLA CITTÀ DEL VATICANO». In basso sono riportati gli anni «1929» e «2019» e immediatamente sotto il nome dell'artista «FUSCO». Sull'anello esterno della moneta figurano le 12 stelle della bandiera dell'Unione europea. |                    | |            |                   |
| | Portogallo         | 500º anniversario della circumnavigazione di Magellano                                             | 750.000    | 8 maggio 2019     |
| Descrizione: il disegno raffigura il ritratto di Ferdinando Magellano. Sul lato destro a semicerchio, figura l’iscrizione «CIRCUM NAVEGAÇÃO» (circumnavigazione) e, sotto, la scritta «1519 FERNÃO DE MAGALHÃES». Sul lato sinistro, a semicerchio, figurano l’anno di emissione «2019» e il nome del paese di emissione «PORTUGAL». Sull’anello esterno della moneta figurano le 12 stelle della bandiera dell’Unione europea. |                    | |            |                   |
| | Belgio             | 25º anniversario dell'Istituto monetario europeo                                                   | 150.000    | 9 maggio 2019     |
| Descrizione: nel tondo interno, nella parte destra, è raffigurato il ritratto di Alexandre Lamfalussy, il primo presidente dell'IME, al di sotto del quale è riportato il suo nome. Nella parte centrale del lato sinistro è riportato l'acronimo IME, al di sopra del quale è indicato l'anno 1994, che fa riferimento alla data della creazione dell'Istituto e della nomina di Lamfalussy come suo primo presidente. Al di sotto dell'acronimo «IME» sono raffigurate diverse monete, l'una sull'altra, con le iscrizioni EUR, «ECU» e «BEF» dall'alto verso il basso. Tenuto conto del fatto che si tratta di un'emissione belga, è stato scelto l'acronimo BEF, ossia l'abbreviazione dell'ex valuta nazionale del Belgio. Il disegno simboleggia il passaggio dalle monete nazionali alla moneta unica europea, l'euro, poiché l'obiettivo principale dell'IME era istituire il Sistema europeo di banche centrali, comprese la BCE e la nuova moneta. Nella parte superiore del lato sinistro della moneta è riportata l'iscrizione «Istituto monetario europeo». Poiché sarà la zecca reale dei Paesi Bassi a coniare le monete, sul lato sinistro figurano il caduceo, segno della zecca di Utrecht, e lo stemma del comune di Herzele, segno del direttore della zecca del Belgio. Nella parte inferiore sono incisi la sigla del paese, «BE», e l'anno di emissione, «2019». Sulla destra sono incise le iniziali L.L., che rimandano al disegnatore della moneta, Luc Luycx. Sull'anello esterno della moneta figurano le 12 stelle della bandiera dell'Unione europea. |                    | |            |                   |
| | Estonia            | 150º anniversario del primo Festival della canzone estone                                          | 1.000.000  | 29 maggio 2019    |
| Descrizione: il disegno è ispirato al corteo del Festival della canzone, che avanza come le onde del mare, con grida di gioia e orgoglio e la panoplia di costumi nazionali. Il disegno unisce musica, costumi nazionali e i vari siti del maestoso e straordinario Festival della canzone della nazione sulla riva del mare. Il disegno riporta anche le prime note dell'inno nazionale estone e, in basso, le parole «Laulupidu 150» (Festival della canzone 150). In alto figura l'anno di emissione «2019» e sotto di esso il nome del paese di emissione «EESTI». Sull'anello esterno della moneta figurano le 12 stelle della bandiera dell'Unione europea. |                    | |            |                   |
| | Portogallo         | 600º anniversario della scoperta dell'Isola di Madeira e di Porto Santo                            | 500.000    | 6 giugno 2019     |
| Descrizione: il disegno raffigura l’arcipelago di Madera e l’isola di Porto Santo. A semicerchio figurano le diciture «600 anos do Descobrimento da Madera e de Porto Santo» e «PORTUGAL 2019». Sull’anello esterno della moneta figurano le 12 stelle della bandiera dell’Unione europea. |                    | |            |                   |
| | Francia            | 60º anniversario di Asterix                                                                        | 310.000    | 7 giugno 2019     |
| Descrizione: il disegno rappresenta Asterix di profilo con in capo il suo famoso elmetto alato. È circondato di alloro e di iscrizioni romane che fanno riferimento ai suoi 60 anni. In alto sono riportati il nome «ASTERIX», e immediatamente sotto la sigla del paese di emissione «RF» (République Française). In basso sono indicati l'anno di emissione, «2019», il marchio della zecca francese e il marchio del direttore della zecca. Sull'anello esterno della moneta figurano le 12 stelle della bandiera dell'Unione europea. |                    | |            |                   |
| | Lussemburgo        | 100º anniversario dell'ascesa al trono e del matrimonio della granduchessa Carlotta di Lussemburgo | 300.000    | 25 giugno 2019    |
| Descrizione: il disegno raffigura, a sinistra, l'effigie di Sua Altezza Reale il Granduca Enrico e, a destra, l'effigie della Granduchessa Charlotte. In basso è riportato il nome del paese di emissione «LUXEMBOURG» e, sotto, l'anno di emissione «2019». In alto, ad arco intorno alle effigi, figura l'iscrizione «Centenaire de l'accession au trône de la Grande-Duchesse Charlotte» (centenario dell'ascesa al trono della Granduchessa Charlotte). Sull'anello esterno della moneta figurano le 12 stelle della bandiera dell'Unione europea. |                    | |            |                   |
| | Lituania           | Canzoni popolari lituane                                                                           | 500.000    | 10 luglio 2019    |
| Descrizione: il disegno raffigura motivi lineari che simboleggiano le melodie polifoniche uniche del patrimonio culturale lituano: i canti popolari denominati «sutartinės». Le linee si allargano e si restringono, ruotando in un vortice decorato con diverse figure in miniatura, geometriche e naturali. A semicerchio figurano il nome del paese di emissione «LIETUVA», l’iscrizione «SUTARTINĖS» (canti polivocali lituani), l’anno di emissione «2019» e il marchio della zecca lituana. Sull’anello esterno della moneta figurano le 12 stelle della bandiera dell’Unione europea. |                    | |            |                   |
| | Grecia             | 100º anniversario della nascita di Manolis Andronikos                                              | 750.000    | 11 luglio 2019    |
| Descrizione: il disegno raffigura il ritratto di Manolis Andronicos. Lungo il bordo interno, a sinistra, figurano il nome «ΜΑΝΟΛΗΣ ΑΝΔΡΟΝΙΚΟΣ 1919-1992» (Manolis Andronicos 1919-1992), l'anno di conio e la palmetta (marchio della zecca di Grecia); a destra è riportata la dicitura «ΕΛΛΗΝΙΚΗ ΔΗΜΟΚΡΑΤΙΑ» (Repubblica ellenica). In basso a destra è visibile anche il monogramma dell'artista (George Stamatopoulos). Sull'anello esterno della moneta figurano le 12 stelle della bandiera dell'Unione europea. |                    | |            |                   |
| | Grecia             | 150º anniversario della scomparsa di Andreas Kalvos                                                | 750.000    | 11 luglio 2019    |
| Descrizione: la faccia nazionale della moneta riporta il ritratto di Andreas Kalvos. Lungo il bordo interno, a sinistra, figurano la dicitura «ΑΝΔΤΡΕΑΣ ΚΑΛΒΟΣ 1792-1869» (Andreas Kalvos 1792-1869), l'anno di conio e la palmetta (marchio della zecca di Grecia); a destra è riportata la dicitura «ΕΛΛΗΝΙΚΗ ΔΗΜΟΚΡΑΤΙΑ» (Repubblica ellenica). In basso a destra è visibile anche il monogramma dell'artista (George Stamatopoulos). Sull'anello esterno della moneta figurano le 12 stelle della bandiera dell'Unione europea. |                    | |            |                   |
| | Malta              | Templi di Ta' Ħaġrat 4ª moneta della serie dedicata ai siti preistorici maltesi                    | 300.000    | 22 luglio 2019    |
| Descrizione: il disegno raffigura Tà Haġrat, un tempio preistorico situato a Mġarr, un piccolo villaggio nella parte nord-occidentale di Malta. Il tempio è costituito da due strutture, la più grande delle quali risale al 3600-3200 a.C. circa, e ha una porta monumentale, che ne è la caratteristica distintiva. Nella parte superiore del disegno figura l’iscrizione «TÀ HAĠRAT TEMPLES 3600-3000 BC». Nella parte inferiore sono indicati il paese di emissione «MALTA» e l’anno di emissione «2019». Sull’anello esterno della moneta figurano le 12 stelle della bandiera dell’Unione europea. |                    | |            |                   |
| | Italia             | 500º anniversario della scomparsa di Leonardo da Vinci                                             | 3.000.000  | 12 agosto 2019    |
| Descrizione: il disegno raffigura un particolare del dipinto «Dama con l'ermellino» di Leonardo da Vinci (museo Czartoryski di Cracovia). Sulla sinistra figurano la scritta «Leonardo», «MAC» (le iniziali dell'autrice Maria Angela Cassol) e «RI» (l'acronimo della Repubblica italiana); sulla destra figurano «R», identificativo della Zecca di Roma, e le date «1519-2019», rispettivamente l'anno della morte di Leonardo e l'anno di emissione della moneta. Attualmente la moneta presenta il valore più alto rispetto a tutte le monete di tutte le 2 euro commemorative italiane ed è pari a €5,33. Sull'anello esterno della moneta figurano le 12 stelle della bandiera dell'Unione europea. |                    | |            |                   |
| | San Marino         | 550º anniversario della scomparsa di Filippo Lippi                                                 | 54.150     | 29 agosto 2019    |
| Descrizione: la moneta raffigura al centro la Madonna col Bambino, particolare dell’opera di Filippo Lippi «Madonna col Bambino e due angeli»; in alto le iscrizioni «SAN MARINO» e «FILIPPO LIPPI» e a sinistra l’anno «1469» e la lettera R, marchio della Zecca di Roma. In basso a sinistra la sigla dell’artista Maria Angela Cassol «M.A.C.» e al centro l’anno «2019». Sull’anello esterno della moneta figurano le 12 stelle della bandiera dell’Unione europea. |                    | |            |                   |
| | Lituania           | Samogizia 1ª moneta della serie dedicata alle Regioni della Lituania                               | 500.000    | 10 settembre 2019 |
| Descrizione: il disegno raffigura un orso, con un collare al collo, in piedi sulle zampe posteriori. L’animale figura sullo stemma della Samogizia dal XVI secolo. L’orso è raffigurato su uno scudo sormontato da una corona e sorretto da un soldato con l’armatura (simbolo di coraggio, sacrificio e patriottismo) e da una dea che regge un’ancora (simbolo di speranza). Sotto lo scudo è incisa la dicitura latina «PATRIA UNA» (una patria). Il disegno è circondato dalle iscrizioni «LIETUVA» (Lituania) e «ŽEMAITIJA» (Samogizia), dall’anno di emissione «2019» e dal marchio della zecca lituana. Sull’anello esterno della moneta figurano le 12 stelle della bandiera dell’Unione europea. |                    | |            |                   |
| | Monaco             | 200º anniversario dell'ascesa al trono di Honoré V                                                 | 15.000     | 12 settembre 2019 |
| Descrizione: il disegno raffigura l'effigie del principe Honoré V. A sinistra figura l’iscrizione «HONORÉ V» e, a destra, il nome del paese di emissione «MONACO». In basso, a semicerchio, è riportata l'iscrizione «1819 – Avènement – 2019». Sull'anello esterno della moneta figurano le 12 stelle della bandiera dell'Unione europea. |                    | |            |                   |
| | Lettonia           | Stemma della Lettonia                                                                              | 300.000    | 17 settembre 2019 |
| Descrizione: il disegno raffigura il motivo del sole nascente, con al centro le lettere stilizzate B e L (abbreviazione di «Brīvā Latvija» («Lettonia libera»). In alto figura l’iscrizione «UZLĒCOŠĀ SAULE» («Il sole nascente») e in basso il nome del paese di emissione «LATVIJA» e l’anno di emissione «2019». Sull’anello esterno della moneta figurano le 12 stelle della bandiera dell’Unione europea. |                    | |            |                   |
| | Città del Vaticano | 25º anniversario del restauro degli affreschi della Cappella Sistina                               | 79.000     | 1º ottobre 2019   |
| Descrizione: il disegno rappresenta il Giudizio Universale nella Cappella Sistina. A sinistra, a semicerchio, figura l’iscrizione del paese di emissione «CITTÀ DEL VATICANO». A destra, a semicerchio, sono incise le diciture «CAPPELLA SISTINA – FINE DEI RESTAURI» e «1994-2019». Sul lato destro è riportato il marchio della zecca «R» e in basso è inciso il nome dell’artista «D. LONGO». Sull’anello esterno della moneta figurano le 12 stelle della bandiera dell’Unione europea. |                    | |            |                   |
| | Germania           | 30º anniversario della caduta del Muro di Berlino                                                  | 30.000.000 | 10 ottobre 2019   |
| Descrizione: il disegno rappresenta il Muro di Berlino con un varco al centro, attraverso il quale emergono le colombe (simbolo della pacificazione internazionale) e la folla esultante. Sullo sfondo è rappresentata la Porta di Brandeburgo, simbolo per eccellenza di Berlino. Su uno dei lati del muro figura la scritta «30 Jahre Mauerfall» (30 anni dalla caduta del Muro di Berlino). Alla base del disegno è inciso l’anno di emissione «2019» e alla sua destra la sigla del paese di emissione «D». Sull’anello esterno della moneta figurano le 12 stelle della bandiera dell’Unione europea. |                    | |            |                   |
| | Francia            | 30º anniversario della caduta del Muro di Berlino                                                  | 10.000.000 | 15 ottobre 2019   |
| Descrizione: il disegno rappresenta il Muro di Berlino con un varco al centro, attraverso il quale emergono le colombe (simbolo della pacificazione internazionale) e la folla esultante. Sullo sfondo è rappresentata la Porta di Brandeburgo, simbolo per eccellenza di Berlino. Su uno dei lati del Muro figura la scritta «30 Ans de la Chute du Mur de Berlin/30 Jahre Mauerfall» (30 anni dalla caduta del muro di Berlino). Alla base del disegno è inciso l'anno di emissione «2019» e alla sua destra la sigla del paese di emissione «RF» (Repubblica francese). Sull'anello esterno della moneta figurano le 12 stelle della bandiera dell'Unione europea. |                    | |            |                   |
| | Malta              | Tradizioni 4ª moneta della serie "Dai Bambini con Solidarietà"                                     | 300.000    | 21 ottobre 2019   |
| Descrizione: il disegno, creato da uno scolaro, raffigura in forma stilizzata un albero da frutta e il sole. In basso a sinistra è riportato il nome del paese di emissione «MALTA» e, sotto, l’anno di emissione «2019». Sull’anello esterno della moneta figurano le 12 stelle della bandiera dell’Unione europea. |                    | |            |                   |
| | Andorra            | 600º anniversario del Consell de la Terra                                                          | 60.000     | 11 novembre 2019  |
| Descrizione: il disegno raffigura la parte superiore del portale d’ingresso della Casa de la Vall (l’antica sede del parlamento andorrano), con lo stemma del paese sovrastato dalla vista parziale di una finestra. Su entrambi i lati del disegno, come se si trattasse di pietre dell’edificio, due gruppi compatti di volti umani rappresentano la coesione degli andorrani come comunità sociale unita dalla storia, dalle istituzioni e da valori comuni. Completano il disegno l’iscrizione «600 ANYS DEL CONSELL DE LA TERRA» (600 anni del Consiglio della Terra), in alto, il nome del paese di emissione «ANDORRA» e gli anni «1419» e «2019» al centro del numero «600», in basso. Sull’anello esterno della moneta figurano le 12 stelle della bandiera dell’Unione europea. |                    | |            |                   |
| | Finlandia          | 100º anniversario della Costituzione della Finlandia                                               | 500.000    | 11 novembre 2019  |
| Descrizione: il disegno raffigura tre cerchi uniti al centro. I tre cerchi rappresentano la trias politica: la separazione dei tre poteri: il legislativo, l’esecutivo e il giudiziario. L’anno di emissione «2019» è inciso al centro a sinistra. L’indicazione del paese di emissione «FI» e il marchio della zecca figurano in basso a destra. Sull’anello esterno della moneta figurano le 12 stelle della bandiera dell’Unione europea. |                    | |            |                   |
| | Estonia            | 100º anniversario della fondazione dell'Università di Tartu                                        | 1.000.000  | 19 novembre 2019  |
| Descrizione: il disegno raffigura un decoro dell’edificio principale dell’università. Reca inoltre le iscrizioni «RAHVUSÜLIKOOL 100» (Università nazionale 100) e «UNIVERSITAS TARTUENSIS», l’anno «1632», il paese di emissione «EESTI» e l’anno di emissione «2019». Sull’anello esterno della moneta figurano le 12 stelle della bandiera dell’Unione europea. |                    | |            |                   |
| | Slovenia           | 100º anniversario della fondazione dell'Università di Lubiana                                      | 1.000.000  | 25 novembre 2019  |
| Descrizione: l'elemento focale del disegno è il logo dell’Università di Lubiana. Sopra il solido quadrato del logo, posto sul lato sinistro, la facciata dell’università è sostituita dall’iscrizione «100 LET UNIVERZE V LJUBLJANI». Lo sfondo del disegno è testurizzato per accrescere l’impatto dell’iscrizione del solido quadrato. Sul lato destro, in basso, è riportata l’iscrizione «SLOVENIJA 2019». Sull’anello esterno della moneta figurano le 12 stelle della bandiera dell’Unione europea. |                    | |            |                   |
| | Lussemburgo        | 100º anniversario del suffragio universale in Lussemburgo                                          | 300.000    | 5 dicembre 2019   |
| Descrizione: il disegno raffigura sulla sinistra l’effigie di Sua Altezza Reale il Granduca Henri e sulla destra un’urna elettorale in cui una mano inserisce una scheda elettorale. In basso figura il nome del paese di emissione «LUXEMBOURG». In alto, a semicerchio, figura l’iscrizione «Centenaire du suffrage universel» (centenario del suffragio universale) e sotto sono incisi gli anni «1919-2019», quest’ultimo evidenziato in quanto anno di emissione. Sull’anello esterno della moneta figurano le 12 stelle della bandiera dell’Unione europea. |                    | |            |                   |